# SN 2006ok
SN 2006ok – supernowa typu Ia odkryta 1 listopada 2006 roku w galaktyce A010728-0016. W momencie odkrycia miała maksymalną jasność 21,80m.